# Franz Schmid
Franz Schmid (ook: Franz Schmidt) (Praag, 8 mei 1841 – aldaar, 12 juni 1921) was een Boheems componist en dirigent.

## Levensloop
Schmid was in de k.u.k monarchie Oostenrijk-Hongarije militaire kapelmeester in verschillende muziekkorpsen. Van 1869 tot 1886 was hij dirigent van het Militaire muziekkorps van het Infanterie-Regiment Nr. 35 in Pilsen. Van 1891 tot 1898 van het Militaire muziekkorps van het Infanterie-Regiment Nr. 90 in Jarosław en van 1899 tot 1909 van het Militaire muziekkorps van het Infanterie-Regiment Nr. 73 in Cheb. In de tussentijd was hij ook dirigent van de Banda (harmonieorkest) in Abbazia Pisani.
Als componist schreef hij marsen voor harmonieorkest.

## Composities

### Werken voor harmonieorkest
- 1878 Philippovich Marsch, op. 35
- Gruß an Prag
- Oberst Walter Burg-Marsch
- Talmi Bosniaken, mars
- Windisch-Graetz-Marsch (opgedragen aan Prins Ludwig A. Windisch-Graetz)